# Mesoceration natalensis
Mesoceration natalensis är en skalbaggsart som beskrevs av Perkins 2008. Mesoceration natalensis ingår i släktet Mesoceration och familjen vattenbrynsbaggar. Inga underarter finns listade i Catalogue of Life.